# Chlamydocytheridea
Chlamydocytheridea is een geslacht van uitgestorven kreeftachtigen uit de klasse van de Ostracoda (mosselkreeftjes).

## Soort
- Chlamydocytheridea machadoi Purper, 1979 †